# ElevenLabs
ElevenLabs – amerykańskie przedsiębiorstwo tworzące naturalnie brzmiące syntezatory mowy i oprogramowania do przekształcania tekstu na mowę, wykorzystując sztuczną inteligencję i uczenie głębokie. Zostało uznane za jedno z głównych przedsiębiorstw stojących za popularyzacją sztucznej inteligencji początku lat 20. XXI wieku.

## Historia
ElevenLabs zostało założone w 2022 roku przez Piotra Dąbkowskiego, byłego inżyniera uczenia maszynowego w Google, oraz Mateusza Staniszewskiego, byłego stratega wdrożeń w Palantir. Obaj wychowali się w Polsce, a ich inspiracją do założenia ElevenLabs było podobno oglądanie nieodpowiednio dubbingowanych amerykańskich filmów.
W styczniu 2023 roku ElevenLabs publicznie udostępniło swoją platformę w wersji beta.
W czerwcu 2023 roku ElevenLabs pozyskało 19 milionów dolarów w rundzie finansowania Serii A przy wycenie około 100 milionów dolarów, pomimo że firma nie miała biura i zatrudniała tylko 15 pracowników. Rundę finansowania współprowadziła firma venture capital Andreessen Horowitz,  były CEO GitHuba Nat Friedman oraz przedsiębiorca Daniel Gross. Udział wzięli również tacy znani indywidualni inwestorzy jak Ron Conway, Mike Krieger (współzałożyciel Instagrama), Brendan Iribe (współzałożyciel Oculus), Mustafa Suleyman (współzałożyciel Deepmind) oraz Tim O’Reilly (założyciel O'Reilly Media). Ogłoszono również, że Andreessen Horowitz dołączy do rady ElevenLabs.
22 stycznia 2024 roku, ElevenLabs pozyskało dodatkowe 80 milionów dolarów w rundzie finansowania Serii B, co podniosło łączną wycenę firmy do 1,1 miliarda dolarów. Rundę finansowania prowadziły Andreessen Horowitz, Friedman, Gross oraz Sequoia Capital. Dodatkowo firma ogłosiła serię nowych produktów, takich jak ich Marketplace Głosów, Studio Dubbingu AI oraz aplikację mobilną.